# Entitat local autònoma
Una entitat local autònoma és una Administració pública de caràcter local que és creada, sobre la base de la Llei 7/1993, de 27 de juliol, reguladora de la demarcació municipal d'Andalusia, per a l'administració descentralitzada dels interessos propis d'un nucli separat de població dins d'un terme municipal.
Les entitats locals autònomes que es creuen a l'empara de l'esmentada llei, tindran la condició i tractament d'entitats locals, igualment gaudiran d'aquesta condició aquelles entitats creades amb anterioritat a l'aprovació d'aquesta Llei pel Parlament d'Andalusia, com les EATIM regulades per l'art. 45 de la Llei 7/1985, de 2 d'abril, Reguladora de les Bases del Règim Local, tret que els veïns en forma majoritària i directa mostrin la seva voluntat contrària.

## Govern local
Els òrgans de govern en les entitats locals autònomes són la Junta Veïnal i el/la President/a o Alcalde/sa de l'entitat local autònoma.
La Junta Veïnal estarà composta per un nombre de vocals que no podrà ser inferior a dos ni superior al terç del nombre de regidors que integrin l'Ajuntament. La distribució de les vocalies es realitza en funció dels resultats de les eleccions per a l'Ajuntament en la secció o seccions constitutives de l'entitat local autònoma.

## Atribucions de l'Alcaldia
L'alcalde de l'entitat local autònoma presideix i executa els acords de la Junta Veïnal, representa a l'entitat local i dirigeix el seu govern i administració. A més ostenta respecte a aquella les funcions que la Legislació de Règim Local atribueix a l'Alcalde/sa, quan es corresponguin amb l'àmbit de la seva competència.

## Atribucions de la Junta Veïnal
La Junta Veïnal, composta pel President de l'entitat local i els vocals assumeix el govern i l'administració general d'aquesta, corresponent-li específicament les funcions recollides en la Llei 7/1993 de Demarcació Municipal d'Andalusia que en definitiva són totes aquelles atribucions que corresponent al Ple de l'Ajuntament, li siguin aplicable per raó de la seva competència.

## Competències de les entitats locals autònomes
Les competències de les entitats locals autònomes es divideixen entre pròpies o mínimes i delegades.

### Competències mínimes o pròpies
- a) Concessió de llicència d'obres menors
- b) Pavimentació, conservació i reparació de vies urbanes
- c) Enllumenat Públic
- d) Neteja viària
- e) Fira i festes locals
- f) Proveïments
- g) Funeraris
- h) Proveïment domiciliari d'aigua potable
- i) Clavegueram
- j) Recollides de residus
- k) Control d'aliments i beguda

### Competències delegades
Són competències delegades aquelles que els Ajuntaments deleguin en les Juntes Veïnals d'acord amb la seva capacitat i en atenció a la major proximitat de la gestió administrativa respecte als ciutadans quan aquesta prestació es trobi localitzada en l'àmbit territorial de la mateixa entitat.